# ام‌اکس‌نت
ام‌اکس‌نت (انگلیسی: MXNet) یک چارچوب متن‌باز یادگیری عمیق است که اجازهٔ تعریف، آموزش و اجرای شبکه‌های عصبی عمیق را می‌دهد. این چارچوب گسترش‌پذیر اجازهٔ آموزش سریع مدل را می‌دهد و از مدل‌های برنامه‌نویسی و زبان‌های مختلف سی پلاس‌پلاس، پایتون، جولیا، متلب، جاوااسکریپت، گو، آر و اسکالا حمایت می‌کند.